# Tomáš Hořava
Tomáš Hořava (* 29. Mai 1988 in Brünn, Tschechoslowakei) ist ein ehemaliger tschechischer Fußballnationalspieler. Er stand zuletzt beim tschechischen Erstligisten Viktoria Pilsen unter Vertrag.

## Karriere

### Verein
Hořava wechselte als 15-Jähriger in die Jugend des SK Sigma Olmütz. Dort spielte er in den Jugendmannschaften bis zur U-19, von der er 2007 in die Profimannschaft aufstieg. Zuvor hatte er am 16. Oktober 2006 bei der 0:2-Niederlage gegen den FK Jablonec sein Debüt in der ersten tschechischen Liga gegeben, als er in der 80. Spielminute für Vojtěch Štěpán eingewechselt worden war. Ab der Saison 2008/09 stieg er zum Stammspieler auf und spielte regelmäßig. In dieser Saison erzielte er am 31. August 2008, dem 6. Spieltag, bei der 1:2-Niederlage gegen den FK Mladá Boleslav seinen ersten Profitreffer. Im Sommer 2013 wechselte er für eine Ablösesumme von 750.000 € zum amtierenden tschechischen Meister Viktoria Pilsen und ersetzte dort im zentralen Mittelfeld den zum SC Freiburg abgewanderten Vladimír Darida. Dort wurde er auf Anhieb zum Stammspieler und verpasste nur wenige Spiele. Am 17. September 2013 spielte er bei der 0:3-Heimniederlage gegen Manchester City erstmals in der Champions League, bei der 2:4-Niederlage im Rückspiel traf er dort erstmals. Mit Pilsen wurde er 2015, 2016 und 2018 tschechischer Meister.

### Nationalmannschaft
Hořava debütierte am 9. September 2008 bei der 0:1-Niederlage im EM-Qualifikationsspiel gegen die Ukraine für die tschechische U-21-Nationalmannschaft. Mit Tschechien nahm er an der U-21-Fußball-Europameisterschaft 2011 in Dänemark teil. Dort erreichte er mit Tschechien das Halbfinale, in dem man mit 0:1 n. V. gegen die Schweiz verlor. Auch das Spiel um Platz 3, bei dem Tschechien sich mit einem Sieg für die Olympischen Spiele 2012 hätte qualifizieren können, wurde mit 0:1 gegen Belarus verloren. Hořava selbst spielte nur im Vorrundenspiel gegen die Ukraine und im Spiel um Platz 3.
Am 14. November 2012 gab Hořava beim 3:0-Sieg gegen die Slowakei sein Debüt für die tschechische A-Nationalmannschaft. Beim 2:0-Sieg im Freundschaftsspiel gegen Kanada am 15. November 2013 erzielte er seinen ersten Länderspieltreffer für Tschechien.